# Hydrellia approximata
Hydrellia approximata är en tvåvingeart som beskrevs av Becker 1903. Hydrellia approximata ingår i släktet Hydrellia och familjen vattenflugor.
Artens utbredningsområde är Egypten. Inga underarter finns listade i Catalogue of Life.